# Kurt Calleja
Kurt Calleja (Ħamrun, 5 maggio 1989) è un cantante maltese, che ha rappresentato il proprio Paese all'Eurovision Song Contest 2012.

## Eurovision

### The GO Malta EuroSong 2010
Calleja ha partecipato a The GO Malta EuroSong 2010 cantando con Priscilla Psaila Waterfall. Il brano, qualificatosi alle semifinali, in finale arriva 12º, con 19 punti.

### Malta Eurosong 2011
Calleja ci ha riprovato l'anno dopo con il brano Over and Over; anche questa volta ha superato le semifinali, arrivando in finale al 3º posto, con 69 punti.

### Malta Eurovision Song Contest 2012
Il 4 febbraio 2012, Calleja ha vinto la finale nazionale e ha rappresentato il proprio Paese all'Eurovision Song Contest 2012 con il brano This Is the Night.

### Malta Eurovision Song Contest 2025
L'8 gennaio 2025 il canale YouTube ufficiale di TVM pubblica la sua canzone Aziz/a, col quale parteciperà al concorso Malta Eurovision Song Contest 2025.

## Discografia

### Singoli
- 2010 - Waterfall (con Priscilla Psaila)
- 2011 - Over and Over
- 2012 - This Is the Night
- 2025 - Aziz/a